# Oudan
Oudan és un municipi francès, situat al departament del Nièvre i a la regió de Borgonya - Franc Comtat. L'any 2007 tenia 136 habitants.

## Demografia

### Població
El 2007 la població de fet d'Oudan era de 136 persones. Hi havia 68 famílies, de les quals 24 eren unipersonals (8 homes vivint sols i 16 dones vivint soles), 28 parelles sense fills, 8 parelles amb fills i 8 famílies monoparentals amb fills.
La població ha evolucionat segons el següent gràfic:
Habitants censats

### Habitatges
El 2007 hi havia 145 habitatges, 70 eren l'habitatge principal de la família, 68 eren segones residències i 7 estaven desocupats. Tots els 144 habitatges eren cases. Dels 70 habitatges principals, 67 estaven ocupats pels seus propietaris, 2 estaven llogats i ocupats pels llogaters i 1 estava cedit a títol gratuït; 1 tenia una cambra, 3 en tenien dues, 19 en tenien tres, 21 en tenien quatre i 26 en tenien cinc o més. 41 habitatges disposaven pel capbaix d'una plaça de pàrquing. A 41 habitatges hi havia un automòbil i a 23 n'hi havia dos o més.

### Piràmide de població
La piràmide de població per edats i sexe el 2009 era:
| Homes | Edats   | Dones |
| ----- | ------- | ----- |
| 0     | 95 o +  | 0     |
| 0     | 90 a 94 | 0     |
| 0     | 85 a 89 | 0     |
| 4     | 80 a 84 | 0     |
| 4     | 75 a 79 | 8     |
| 0     | 70 a 74 | 4     |
| 0     | 65 a 69 | 8     |
| 12    | 60 a 64 | 12    |
| 0     | 55 a 59 | 4     |
| 12    | 50 a 54 | 8     |
| 4     | 45 a 49 | 8     |
| 8     | 40 a 44 | 4     |
| 8     | 35 a 39 | 8     |
| 12    | 30 a 34 | 4     |
| 16    | 25 a 29 | 8     |
| 8     | 20 a 24 | 4     |
| 8     | 15 a 19 | 8     |
| 4     | 10 a 14 | 4     |
| 4     | 5 a 9   | 8     |
| 0     | 0 a 4   | 12    |

## Economia
El 2007 la població en edat de treballar era de 80 persones, 43 eren actives i 37 eren inactives. Les 43 persones actives estaven ocupades(24 homes i 19 dones).. De les 37 persones inactives 22 estaven jubilades, 4 estaven estudiant i 11 estaven classificades com a «altres inactius».

### Ingressos
El 2009 a Oudan hi havia 72 unitats fiscals que integraven 138 persones, la mediana anual d'ingressos fiscals per persona era de 18.319 €.

### Activitats econòmiques
Dels 4 establiments que hi havia el 2007, 2 eren d'empreses de construcció, 1 d'una empresa d'hostatgeria i restauració i 1 d'una empresa immobiliària.
Dels 4 establiments de servei als particulars que hi havia el 2009, 1 era un paleta, 1 fusteria, 1 restaurant i 1 agència immobiliària.

## Poblacions més properes
El següent diagrama mostra les poblacions més properes.